# Sobrecollida de Jaca
La sobrecollida de Jaca fue una sobrecollida del reino de Aragón que cubría las frontera con Navarra y Francia, extendiéndose por las actuales comarcas de Jacetania y Alto Gállego. Controlaba los caminos pirenaicos occidentales, hacia Francia por Ansó, Hecho y Canfranc (Somport) y hacia Navarra por Puente de la Reina.
Se extendía originalmente desde Tauste hasta Benasque, aunque en posteriores reformas sus partes orientales pasarían a las sobrecollidas de Aínsa y Ribagorza y su zona meridional a la sobrecollida de Tarazona. Se subdividía en 23 collidas, casi todas controlando las fronteras. Su recaudación suponía hasta un 10% del total de las Generalidades, destacando los ingresos en Canfranc (1.000 libras), Jaca (400 libras) y Sallent, Torla y Ejea (350 libras).
Las collidas que pertenecían a la sobrecollida de Jaca según las cortes de Zaragoza de 1446 eran Aínsa, Ansó, El Bayo, Benasque, Berdún, Bielsa, Biescas, Canfranc, Castiliscar, Hecho, Ejea, Gistaín, Jaca, El Real, Sádaba, Salvatierra, Sallent, Sos, Tauste, Tiermas, Torla, Uncastillo y Villarreal.